# Fussball Club Luzern 2023-2024
Questa voce raccoglie le informazioni riguardanti il Fussball Club Luzern nelle competizioni ufficiali della stagione 2023-2024.

## Rosa
| N. |                       | Ruolo | Calciatore      |
| -- | --------------------- | ----- | --------------- |
| 1  | Svizzera (bandiera)   | P     | Pascal Loretz   |
| 2  | Svizzera (bandiera)   | D     | Severin Ottiger |
| 4  | Svizzera (bandiera)   | D     | Luca Jaquez     |
| 5  | Albania (bandiera)    | C     | Denis Simani    |
| 6  | Svizzera (bandiera)   | C     | Ardon Jashari   |
| 7  | Germania (bandiera)   | C     | Max Meyer       |
| 10 | Svizzera (bandiera)   | C     | Samuele Campo   |
| 11 | Francia (bandiera)    | C     | Teddy Okou      |
| 13 | Rep. Ceca (bandiera)  | D     | Martin Frýdek   |
| 14 | Svizzera (bandiera)   | C     | Luuk Breedijk   |
| 16 | Slovacchia (bandiera) | C     | Jakub Kadák     |
| 17 | Togo (bandiera)       | D     | Thibault Klidje |
| 18 | Svizzera (bandiera)   | A     | Nicky Beloko    |
| 20 | Germania (bandiera)   | D     | Pius Dorn       |
| 21 | Portogallo (bandiera) | A     | Asumah Abubakar |

| N. |                     | Ruolo | Calciatore         |
| -- | ------------------- | ----- | ------------------ |
| 22 | Svizzera (bandiera) | D     | Dario Ulrich       |
| 23 | Messico (bandiera)  | D     | Mauricio Willimann |
| 27 | Svizzera (bandiera) | A     | Lars Villiger      |
| 29 | Svizzera (bandiera) | C     | Levin Winkler      |
| 30 | Kosovo (bandiera)   | D     | Ismajl Beka        |
| 32 | Svizzera (bandiera) | C     | Nicolas Haas       |
| 33 | Svizzera (bandiera) | D     | Leny Meyer         |
| 41 | Svizzera (bandiera) | C     | Noah Rupp          |
| 44 | Svizzera (bandiera) | P     | Diego Heller       |
| 69 | Francia (bandiera)  | C     | Sofyan Chader      |
| 90 | Svizzera (bandiera) | A     | Vaso Vasić         |
| 99 | Svizzera (bandiera) | A     | Kemal Ademi        |
|    | Svizzera (bandiera) | C     | Kevin Spadanuda    |
|    | Svizzera (bandiera) | C     | Serkan Izmirlioglu |

## Organigramma societario
Area tecnica
- Allenatore: Mario Frick
- Allenatore in seconda: Claudio Lustenberger, Roman Matter
- Preparatore dei portieri: Lorenzo Bucchi

### Sessione estiva
| Acquisti | Acquisti               | Acquisti             | Acquisti      |
| R.       | Nome                   | da                   | Modalità      |
| -------- | ---------------------- | -------------------- | ------------- |
| A        | Kemal Ademi            | Chimki               |               |
| C        | Nicolas Haas           | Empoli               |               |
| C        | Teddy Okou             | Stade Lausanne-Ouchy |               |
| C        | Kevin Spadanuda        | Ajaccio              |               |
| D        | Dario Ulrich           | Vaduz                |               |
| A        | Joaquín Ardaiz         | Şanlıurfaspor        | Fine prestito |
| C        | Varol Tasar            | Yverdon              | Fine prestito |
| A        | Nando Toggenburger     | Thun                 | Fine prestito |
| A        | Yvan Alounga           | Bellinzona           | Fine prestito |
| D        | Mauricio Willimann     | Lucerna II           |               |
| D        | Thoma Monney           | Bienne               | Fine prestito |
| D        | Rúben Dantas Fernandes | Wil                  | Fine prestito |
| P        | Diego Heller           | Lucerna II           |               |

| Cessioni | Cessioni               | Cessioni       | Cessioni      |
| R.       | Nome                   | a              | Modalità      |
| -------- | ---------------------- | -------------- | ------------- |
| D        | Marco Burch            | Legia Varsavia |               |
| P        | Marius Müller          | Schalke 04     |               |
| C        | Lorik Emini            | Vaduz          |               |
| A        | Dejan Sorgić           | Sion           |               |
| C        | Pascal Schürpf         | Grasshoppers   |               |
| C        | Lino Lang              | Cham           |               |
| A        | Mark Marleku           | Sciaffusa      |               |
| A        | Joaquín Ardaiz         | Şanlıurfaspor  | Prestito      |
| C        | Varol Tasar            | Yverdon        | Prestito      |
| A        | Yvan Alounga           | Bellinzona     | Prestito      |
| C        | Samuel Alabi           | Baden          | Prestito      |
| A        | Nando Toggenburger     | Thun           | Prestito      |
| D        | Thoma Monney           | Bienne         | Prestito      |
| D        | Rúben Dantas Fernandes | Wil            | Prestito      |
| C        | Nicolas Haas           | Empoli         | Fine prestito |

## Risultati

### Super League

#### Prima fase, girone di andata
| Winterthur 22 luglio 2023, ore 20:30 CEST 1ª giornata | Winterthur  | 0 – 0 | Lucerna | Schützenwiese (8.400 spett.)\| Arbitro: \| Horisberger \| |
| Arbitro:                                              | Horisberger |       |         |                                                           |

| Arbitro: | Piccolo |

|                   |           |             |
| Villiger 50’, 85’ | Marcatori | 82’ Mahmoud |

| Arbitro: | Urs Schnyder |

|                       |           |           |
| Witzig 68’ Vallci 74’ | Marcatori | 50’ Kadák |

| Arbitro: | Luca Cibelli |

|                  |           |              |
| Kadák 38’ (rig.) | Marcatori | 90+1’ Benito |

| Arbitro: | Nico Gianforte |

|  |           |            |
|  | Marcatori | 84’ Chader |

| Arbitro: | Lukas Fähndrich |

|                                    |           |                         |
| Meyer 19’, 22’ (rig.) Villiger 74’ | Marcatori | 4’ Espinoza 90+6’ Vladi |

| Arbitro: | Urs Schnyder |

|                           |           |  |
| Bolla 7’ (aut.) Meyer 18’ | Marcatori |  |

| Arbitro: | Lionel Tschudi |

|               |           |             |
| Jovanović 60’ | Marcatori | 81’ Jashari |

| Arbitro: | Luca Cibelli |

|              |           |                                            |
| Villiger 90’ | Marcatori | 15’ Katić 54’, 66’ Marchesano 86’ Oko-Flex |

| Arbitro: | Sven Wolfensberger |

|                                                |           |             |
| Kablan 68’ Dussenne 73’ (rig.) Sène 77’ (rig.) | Marcatori | 31’ Jashari |

| Arbitro: | Lionel Tschudi |

|                     |           |              |
| Dorn 23’ Chader 71’ | Marcatori | 70’ Céspedes |

#### Prima fase, girone di ritorno
| Arbitro: | Alessandro Dudic |

|                                               |           |                        |
| Antunes 7’ Bedia 66’ Bolla 82’ Crivelli 90+6’ | Marcatori | 33’ Ottiger 61’ Chader |

| Arbitro: | Luca Piccolo |

|                      |           |  |
| Okou 26’ Jashari 48’ | Marcatori |  |

| Arbitro: | Lionel Tschudi |

|                                                                 |           |                  |
| Elia 6’, 45’ Males 13’ Ganvoula 67’ (rig.) Colley 73’ Nsame 74’ | Marcatori | 30’ (rig.) Meyer |

| Arbitro: | Esther Staubli |

|                                   |           |              |
| Chader 6’ Simani 85’ Abubakar 90’ | Marcatori | 66’ Schättin |

| Arbitro: | Stefan Horisberger |

|             |           |  |
| Mahmoud 50’ | Marcatori |  |

| Arbitro: | Esther Staubli |

|           |           |            |
| Okita 59’ | Marcatori | 82’ Klidjé |

| Arbitro: | Alessandro Dudic |

|  |           |             |
|  | Marcatori | 66’ Dubasin |

| Arbitro: | Horisberger |

|                              |           |                  |
| Mahious 30’ (rig.) Tasar 88’ | Marcatori | 55’ (rig.) Meyer |

| Arbitro: | von Mandach |

|                      |           |                 |
| Dorn 62’ Ottiger 89’ | Marcatori | 20’ (rig.) Sène |

| Losanna 1º febbraio 2024, ore 20:30 CET 21ª giornata | Stade Lausanne-Ouchy | – | Lucerna | Stade Olympique de la Pontaise |

| Lucerna 4 febbraio 2024, ore 16:30 CET 22ª giornata | Lucerna | – | San Gallo | swissporarena |

#### Terzo turno
| Winterthur 11 febbraio 2024, ore 14:15 CET 23ª giornata | Winterthur | – | Lucerna | Schützenwiese |

| Lucerna 18 febbraio 2024, ore 16:30 CET 24ª giornata | Lucerna | – | Zurigo | swissporarena |

| Zurigo 24 febbraio 2024, ore 20:30 CET 25ª giornata | Grasshoppers | – | Lucerna | Stadio Letzigrund |

| Lucerna 3 marzo 2024, ore 14:15 CET 26ª giornata | Lucerna | – | Lugano | swissporarena |

| Losanna 10 marzo 2024, ore 16:30 CET 27ª giornata | Stade Lausanne-Ouchy | – | Lucerna | Stade Olympique de la Pontaise |

| Lucerna 17 marzo 2024, ore 16:30 CET 28ª giornata | Lucerna | – | Servette | swissporarena |

| San Gallo 1º aprile 2024, ore 16:30 CEST 29ª giornata | San Gallo | – | Lucerna | Kybunpark |

| Lucerna 4 aprile 2024, ore 20:30 CEST 30ª giornata | Lucerna | – | Yverdon | swissporarena |

| Lucerna 7 aprile 2024, ore 14:15 CEST 31ª giornata | Lucerna | – | Losanna | swissporarena |

| Berna 14 aprile 2024, ore 16:30 CEST 32ª giornata | Young Boys | – | Lucerna | Stadio Wankdorf |

| Lucerna 20 aprile 2024, ore CEST 33ª giornata | Lucerna | – | Basilea | swissporarena |

### Coppa Svizzera
| Arbitro: | Mirel Turkes |

|  |           |                                                                   |
|  | Marcatori | 10’ Villiger 38’ Ulrich 42’ Okou 55’ Willimann 59’ Meyer 90’ Rupp |

| Arbitro: | Stefan Horisberger |

|            |           |                                 |
| Ndongo 38’ | Marcatori | 55’ Meyer 93’ Okou 112’ Jashari |

| Arbitro: | Mirel Turkes |

|            |           |  |
| Achour 34’ | Marcatori |  |

### UEFA Europa Conference League
| Arbitro: | van der Eijk |

|            |           |                     |
| Löfgren 4’ | Marcatori | 29’ Ademi 82’ Kadák |

| Arbitro: | Nuza |

|           |           |             |
| Burch 27’ | Marcatori | 45+5’ Asoro |

| Arbitro: | Valikonis |

|                                |           |          |
| Newell 46’ Vente 72’ Obita 90’ | Marcatori | 56’ Beka |

| Arbitro: | Diamantopoulos |

|                     |           |                     |
| Kadák 16’ Ademi 67’ | Marcatori | 10’ Youan 73’ Boyle |